# Mare Crisium

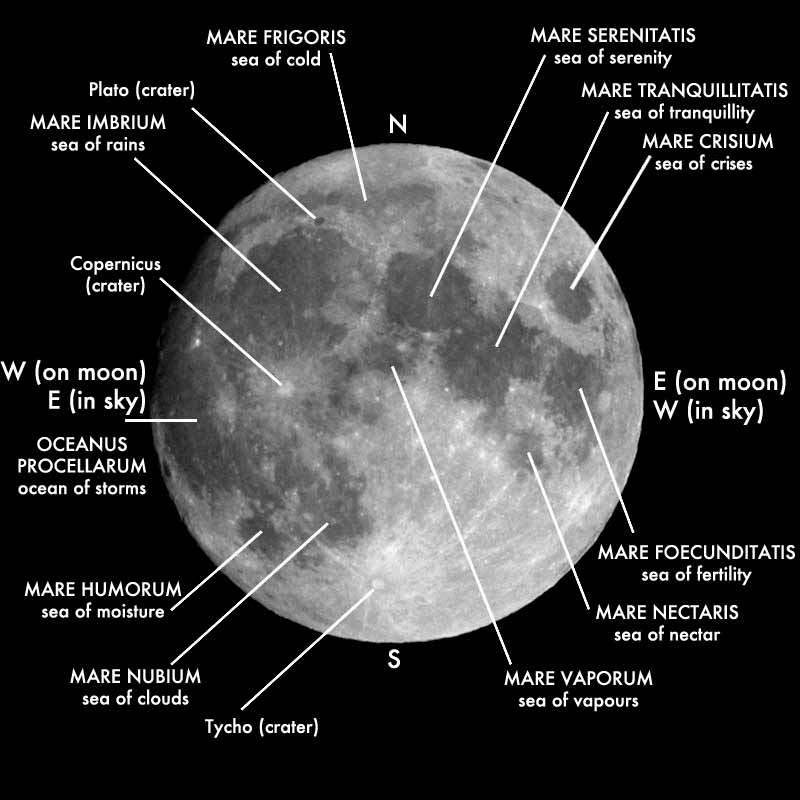
Bề mặt của Mặt Trăng hướng về phía Trái Đất với các biển lớn và các hố trũng được đánh dấu

Mare Crisium (tiếng latinh = Biển Khủng hoảng) là một biển của Mặt Trăng nằm ở lưu vực Crisium, ngay phía đông bắc của Mare Tranquillitatis. Lưu vực này có từ kỷ Imbrium Sớm, khoảng từ 4,55 tới 3,85 tỷ năm trước. Biển này có đường kính dài 605 km (376 dặm) và diện tích là 176.000 km². Biển này có đáy rất bằng phẳng, với một vòng gờ quăn queo về phía các ranh giới bên ngoài. Các hố mờ mờ, do phần lớn bị các chất khác lắng xuống chôn vùi, nằm ở phía nam của biển.
Một mẫu đất của Mare Crisium đã được phi thuyền Luna 24 của Liên Xô lấy mang về Trái Đất ngày 22.8.1976.
Bên trong và chung quanh biển có các điểm đặc biệt đáng chú ý. Điểm giống như mũi đất nhô vào bên trong phía đông nam của biển là Promontorium Agarum (Mũi Agarum). Ở bờ phía tây của biển là hố mờ mờ Yerkes. Hố Picard nằm ở ngay phía đông của hố Yerkes, và phía tây bắc của Hố Picard là hố Peirce. Có thể nhìn thấy Mare Anguis ở phía đông bắc của Mare Crisium. Mare Crisium là nơi mà phi thuyền không gian Luna 15 của Liên Xô bị rớt xuống năm 1969.